# 삼성 에픽스
삼성 에픽스(Samsung Epix, Samsung i907)은 삼성전자가 2008년 10월 21일에 출시한 스마트폰이다.